# Antoni Nogués i Torras
Antoni Nogués i Torras (Vilafranca del Penedès, Alt Penedès, ca. 1819 - Barcelona, 1 d'agost del 1882) fou un professor de música, pianista, fabricant de pianos i compositor català del segle xix.

## Biografia
Antoni Nogués fou fill del rellotger Josep Nogués i de Josefa Torras, ambdós de Vilafranca del Penedès.
Començà els seus estudis musicals a l'Escolania de Montserrat i al convent dels Trinitaris de Vilafranca, i als divuit anys els amplià a Barcelona amb Francesc Rodríguez (Francesc Rodríguez compongué Lo Rey tranquil: en quatre actes y un prólech (1879), sainet amb llibret de Joaquim Marinello i Bosch i música de F. Rodríguez i Anton Pujol). Va ser contractat com a pianista del "Cafè Nou" de Barcelona, un dels més luxosos i populars de l'època, i romangué en aquesta tasca fins a la mort.
Es dedicà fonamentalment a la música de saló. Compongué moltes obres per a piano, i algunes d'elles —com el Capricho español, amb nombroses reimpressions— assoliren gran reconeixement tant al país com a l'estranger (sobretot a París, on el van admirar fonamentalment per "La Hebrea"). Algunes de les seves composicions són de caràcter nacionalista. Excel·lí en l'ensenyament, i formà diversos pianistes d'anomenada.
Jaume Biscarri li dedicà el seu Gran Galop de Concert per a piano l'any 1858.
Antoni Nogués es va casar a Barcelona el 22 de maig de 1844 amb Carme Polo i Ruiz, natural de Barcelona. Nogués va morir el dia 1 d'agost de 1882, viudo ja de Carme Polo, a conseqüència d'unes febres tifoides.

## Obres
- Gozos a San Félix Mártir (1843), a quatre veus, dedicats al patró de Vilafranca

### Obres per a piano
- La camelia, masurca
- Capricho andaluz
- Capricho español
- Célebre capricho español
- Célebre jota aragonesa
- Capricho de género español
- Célebre jota aragonesa
- La chinchilita, danza
- Conchita, danza
- Ecos del placer, schottisch
- Fantasía sobre motivos de la "Hebrea" [de Halévy]
- La simpática, danza